# ユンホ
ユンホ（朝: 윤호、英: Yunho、1986年2月6日 - ）は、韓国出身の男性歌手、作詞家、作曲家、編曲家、モデル、タレント、俳優。2004年2月にデビューした歌手グループ東方神起のメンバーで、リーダーを務める。
日本ではエイベックス・エンタテインメントに所属し、2005年4月にデビュー。韓国や日本にとどまらず、中国・台湾・マレーシア・タイなどでも公演している。
本名・俳優名はチョン・ユンホ（정윤호/鄭允浩）。韓国での芸名は「ユノ・ユンホ」（朝: 유노윤호/瑜鹵允浩、英: U-Know）であるが、（原音読みはユンホの「ホ」（호、ho）の子音字母「ㅎ」(h) が弱化して「ユノ・ユノ」となる）、日本の公式プロフィールでは「ユンホ（ユノ）」と表記している。日本盤の曲タイトルや作詞曲名は「YUNHO」と表記されている。韓国盤では「U-Know」。

## 来歴
小・中学生の時からダンスに熱中しており、オーディション「第1回SMベスト選抜大会」に参加。ダンス部門で1位となり、2000年末に14歳でSMエンタテインメント練習生となる。練習生の時は、自宅がソウルの事務所から遠かったために、ジュンスの実家やジェジュンのアパートに宿泊させてもらいレッスンに通っていたこともあり、駅のホームで寝泊まりしていた時期もあった。また芸能界入りに反対していた親に、ダンスを見せて説得した経緯がある。
デビュー前、DANA のバックダンサーなどで舞台の経験をした 。
2004年1月に東方神起としてシングル『HUG』で韓国デビュー。
2005年4月にシングル『Stay With Me Tonight』で日本デビュー。『レインボーロマンス〜ソウル青春白書〜』に神起財閥の御曹司ユンホ役でゲスト出演。
2006年、10月14日韓国で番組収録中にファンを装った人物から渡された接着剤入りのジュースを飲み入院、日本では11月1日「MUSIC ON! TV presents プレミアムライブ」で仕事に復帰した。後にトーク番組で「スタッフだと思った人からもらったオレンジジュースを何も考えず飲んだ」と語っている。
2010年、韓国のミュージカル「宮」に主演の皇太子シン役で出演。
2011年2月、明知大学校公演芸術学部を卒業。6月5日、SBS氷上のバラエティー番組『日曜日が良い - キムヨナのキスアンドクライ』で、マイケル・ジャクソンの曲などに合わせてスケートを披露。クラウディア選手のパートナーを務める。

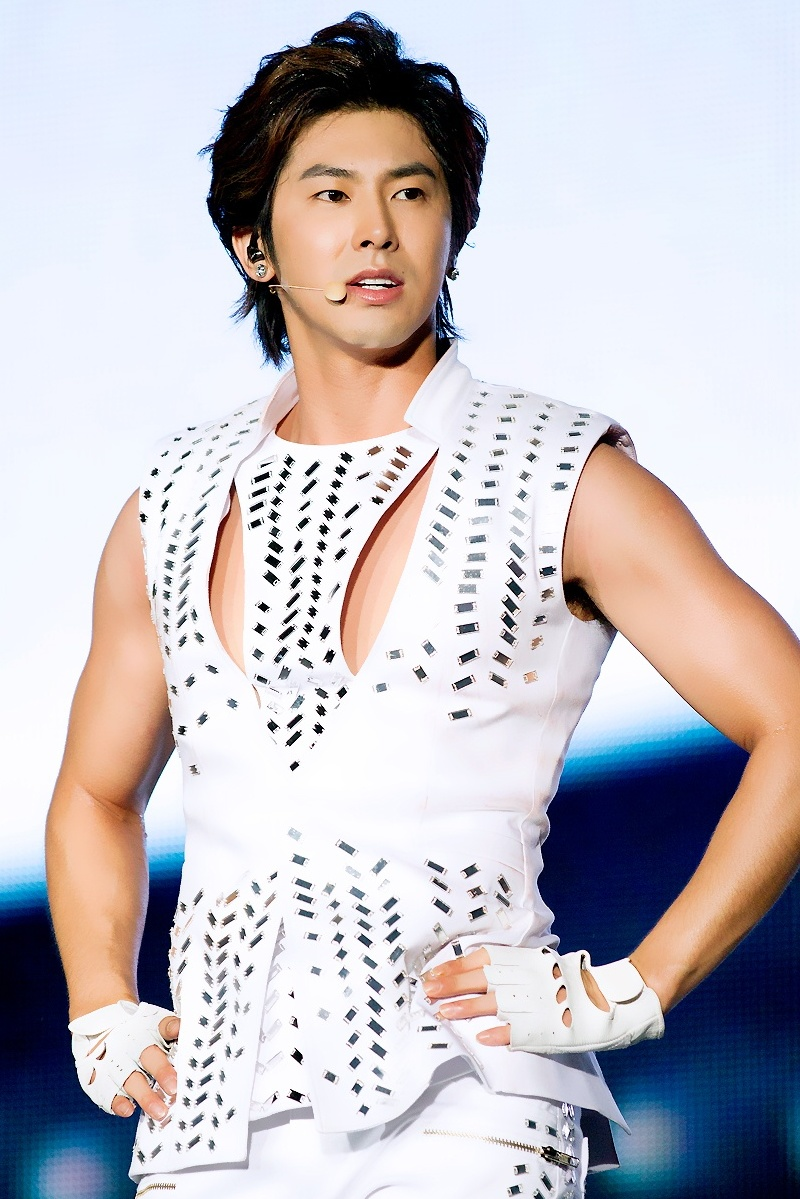
2012年8月18日に開催された『SM TOWN』でパフォーマンスをするユンホ

2012年、BoAのカムバックステージでダンス共演。12月、SMエンタテインメント所属の歌手が結成したダンスユニット「SM THE PERFORMANCE」に参加し「spectrum」を発表。ユニットは「東方神起」のユンホ、「SUPER JUNIOR」のドンへとウニョク、「SHINee」のミンホとテミン、「EXO」のカイとレイの7人で結成。12月29日にSBSの『歌謡大祭典』にて披露され、30日から配信された。
2013年3月19日関西テレビのドラマ『サキ』の最終話にカフェの客役としてチャンミンと共にゲスト出演。8月に公開されたBoA主演の映画『Make Your Move』にダンスシーンでカメオ出演。9月22日 - 9月29日ドキュメンタリー番組『希望ロード大長征』の企画でガーナを訪問。
『野王～愛と欲望の果て～』にペク・ドフン役で出演。最終回が2013年上半期ドラマ視聴率1位を獲得した。
2014年、2月16日SBSスペシャル番組『決心1万時間』に出演。8月1日より昨年韓国で出演した「野王～愛と欲望の果て～」がテレビ東京韓流プレミアでも放送されることが決定した。
2015年7月21日、兵役のため芸能活動を休止し、入隊。2017年4月20日に除隊し、7月8日の「SMTOWN LIVE WORLD TOUR VI in SEOUL」でステージに復帰、「メロホリック」で俳優業に復帰した。

## 人物・エピソード
- 東方神起のリーダー・ローパート・ラップ担当。
- 身長184cm、体重66kg[1]。血液型はA型[1]。(すべて東方神起日本公式サイトより)
- 幼少の頃の夢は検事であった[3]。親類縁者にも法曹界の人間が多いとのこと。
- 敬虔なクリスチャンとして知られている[23]。
- 合気道とテコンドーを特技としており、テコンドーについては世界大会で3位入賞している[24]。
- 少年時代、妹の学費や修学旅行の旅費を稼ぐために、学校を休んでワインの包装や飲食店などの仕事をしていた[5]。

## ディスコグラフィ

### 日本

#### ミニ・アルバム
|     | タイトル     | 発売日       | 最高順位 (Oricon) |
| --- | ------------ | ------------ | ----------------- |
| 1st | U KNOW Y     | 2015年7月8日 |                   |
| 2nd | 君は先へ行く | 2022年2月8日 | 1位               |

### 韓国

#### ミニ・アルバム
|     | タイトル     | 発売日        | 最高順位 (Gaon) |
| --- | ------------ | ------------- | --------------- |
| 1st | True Colors  | 2019年6月12日 | 1位             |
| 2nd | NOIR         | 2021年1月17日 |                 |
| 3rd | Reality Show | 2023年8月7日  |                 |

#### デジタル・シングル
| タイトル | 詳細          | 最高順位 (Gaon) |
| -------- | ------------- | --------------- |
| DROP     | 2017年9月25日 |                 |

### その他の楽曲

#### 韓国
- Honey Funny Bunny（2011年) - 5集『Keep Your Head Down』に収録
- November With Love（2014年） - 7集リパッケージ『Spellbound』に収録[26]
- Puzzle（2018年）- 8集『New Chapter #1 'The Chance of Love'』に収録

#### 日本
- Close to you / Crazy Life（YUNHO from 東方神起）（2008年）
- CHECKMATE<日本語ver>（YUNHO from 東方神起）
- Shout Out!（2014年）
- DROP<日本語ver>（YUNHO from 東方神起）
- Thank U <日本語ver>

### 参加作品
- spectrum(2012年) - ダンスユニット「SM THE PERFORMANCE」
- Off-Road 英語版(2012年) - 映画「Make Your Move」。朝鮮語版は東方神起のアルバム7集「TENSE」に収録。

### 作詞・作曲

#### 韓国
- Spokes Man(2007年) - 『The 2nd Asia Tour Concert "O"』ライブ・アルバムに収録
- Check Mate（日本語読み：チェックメイト）(2009年) - 収録未定
- November With Love(2014年) - 7集リパッケージ『Spellbound』に収録[26]

#### 日本
- CHECKMATE 日本語ver - 「YUNHO（from 東方神起）」名義にて配信[27]、「時ヲ止メテ」に収録)

## 出演

### ドラマ

#### 韓国
- No Limit〜地面にヘディング〜 （2009年、MBC） - 主演・チャ・ボングン 役[28]
- HARU: ある一日の物語 （2010年、韓国観光公社） - アクション俳優 役 [29] ※オムニバスドラマ
- ポセイドン（2011年、KBS） - カン・ウンチョル 役[30]
- 清潭洞(チョンダムドン)に住んでいます（2011年-2012年、JTBC）
- 野王〜愛と欲望の果て〜（2013年、SBS） - ペク・ドフン 役[31]
- 夜警日誌（2014年、MBC）- カン・ムソク 役 [32]
- あなたを注文します（2015年、SBS） - ヨ・グクデ 役
- メロホリック（2017年、OCN） - 主演 ユ・ウノ 役
- ゴー・バック夫婦（2017年、KBS）
- 私たちの人生レース（2023年、Disney+） - ソ・ドンフン役[33]

### 映画

#### 韓国
- 国際市場で逢いましょう （2014年） - ナム・ジン 役
- あなたを注文します -劇場版-（2015年） - 主演・グクテ 役[34]

#### 日本
- 劇場版 野王 -序章-（2013年） - ペク・ドフン 役[35]

### ミュージカル
- 宮（2010年） - 主演・皇太子シン 役[11]
- 光化門恋歌（2012年 - 2013年） - ハン・サンフン 役[36]

### イベント

#### 韓国
- A Tribute Band From Michael Jackson's This Is It Movie And U-Know LIVE（2010年2月）[37]

### 参加映像作品

#### 韓国
- J-RICH 『さようなら私の愛』[38]

### その他の映像作品
- 韓中合作のビデオ『コーラスシティ』（2010年、上海万博）[39]

### CM

#### 韓国
- EVISU（2009年）
- チェジュ航空（2017年5月）
- ウルオス（2018年）
- 韓国日産　新型リーフCM&広報大使（2018年）
- アンダーアーマー「U-KNOW LOCKDOWN)」（2019年）
- BRO&TIPS（2019年）
- MAXWELL　マストコーヒー（2019～2020年）
- 新韓金融グループ「資産感キャンペーン」（2020年）
- オットギカップ飯（2020年）
- ヨギヨ（2020年）

## 受賞歴
- 第2回コリアジュエリーアワード  - アジアスター賞（2010年）
- MCD ベストモデルボディー男性歌手受賞（2011年）
- 2012 バービー＆ケンアワード - 3代目ケン受賞（2012年）[40]
- 『2013光州デザインビエンナーレ』名誉広報大使（2013年）[41]
- 第8回ソウルドラマアワード - 人気賞（ドラマ『野王』ペク・ドフン役）（2013年）
- 国際救護団体飢餓対策広報大使（2014年3月）[42][43]
- 楊州市名誉市民証（2017年3月）[44]
- 安全広報大使（2019年6月）[45]
- 「2020年金融の日政府賞」にて貯蓄部門大統領賞受賞[46]（2020年10月）